# Миротворческие силы Турции на Кипре
Миротворческие силы Турции на Кипре (тур. Kıbrıs Türk Barış Kuvvetleri Komutanlığı, KTBK) — турецкий оккупационный гарнизон в форме армейского корпуса, заявляемый в качестве миротворческих сил на территории частично-признанной ТРСК. Впервые создан как объединённые силы для вторжения Турции на Кипр после Государственного переворота прогреческих сил в 1974 году, изначально имея численность в 40 000 человек и 200 танков. На данный момент имеет численность в более чем 90 000 человек и ВВС силы быстрого развёртывания.

## История
Изначально, данные силы де-факто были основаны 16 августа 1960 года в качестве Кипро-турецкого полка (тур. Kıbrıs Türk Alayı), обладая следующим составом:
- Группа «Günyeli» (тур. Günyeli Grubu);
  - 2-я пехотная рота (тур. 2 nci Piyade Bölüğü);
  - 3-я пехотная рота (тур. 3 ncü Piyade Bölüğü);
  - Штурмовая рота (тур. Ağır Silah Bölüğü);
- Группа «Ortaköy» (тур. Ortaköy Grubu);
  - 1-я пехотная рота (тур. 1 nci Piyade Bölüğü);
  - 4-я пехотная рота (тур. 4 ncü Piyade Bölüğü);
  - Штаб (тур. Alay Karargâh Servis Bölüğü).

По итогу, после вторжения, из кипро-турецкого полка и действующих, на тот момент, соединений, были сформированы так называемые «миротворческие» силы, составом:
- Командование турецких миротворческих сил Кипра;
  - 28-я пехотная дивизия (штаб — д. Ассия);
  - 39-я пехотная дивизия (штаб — д. Мирту);
  - 14-я бронетанковая бригада (штаб — д. Ассия);
  - Полк сил специального назначения (штаб — д. Ассия);
  - Артиллерийский полк (штаб — д. Ассия);
  - Военно-морские соединения.

Резерв — г. Китрея.

## Состав
- 28-я мотострелковая дивизия (штаб — д. Ассия);
- 39-я мотострелковая дивизия (штаб — г. Морфу);
- 14-я танковая бригада (штаб — г. Китрея);
- 49 -й полк специального назначения;
- 41-й полк коммандос;
- 109-й полк полевой артиллерии;
- 190 -й батальон морской пехоты;
- Батальон связи;
- Батальон военной полиции Центрального командования;
- Группа логистической поддержки(штаб — г. Китрея);
- Командование береговой охраны ТРСК.

Турецкие силы на Кипре являются частью турецкой эгейской армии со штаб-квартирой в Измире. Однако командующий войсками подчиняется непосредственно Генштабу Турции в столице Анкаре. По заявлениям Турции и ТРСК, силы отвечают за всю безопасность и не принимают непосредственного участия в политических делах северного Кипра.